# Dinámica espiral
Dinámica Espiral es un modelo transdisciplinario (bio-psico-sociocultural) diseñado para la transformación cultural y la gestión integral basada en valores, que aborda desde las llamadas "teorías" de la complejidad el desarrollo de la humanidad, analizándolo a través de diferentes sistemas de valores, en tanto emergentes de configuraciones básicas (atractores) repetidas a lo largo de la historia, así como las "visiones de mundo" (zeitgeist) asociadas a cada uno de ellos.

## Presupuestos generales
La Dinámica Espiral (Spiral Dynamics o SD en inglés) se desarrolla a partir de las investigaciones de Clare W. Graves por parte de Christopher Cowan y Don Beck, quienes promueven la aplicación de estos conocimientos en ámbitos organizacionales, sociales y culturales.
Este modelo analiza las diferentes formas de pensar de las personas considerando su amplia diversidad de ideas y modos de existir, identificando patrones comunes en un modelo multiestratificado de niveles que recorre el proceso histórico de la humanidad, desde sus inicios hasta la actualidad.
De esta forma, resulta una representación del flujo emergente del pensamiento humano expresado a través de visiones del mundo, niveles (modalidades) de existencia y los sistemas de valores implicados en cada una de ellas. A modo análogo, pueden visualizarse estos procesos entre visiones de mundo y sistemas de valores como mareas oscilantes que se confunden y colisionan entre sí, consistiendo al humano en sus modos de existir en el mundo.
Dinámica Espiral describe como estas "visiones de mundo" emergen y fluyen a través de individuos y grupos, describiendo los distintos sistemas bio-psico-socioculturales desplegados como un proceso continuo en forma de espiral expansiva.

### Visiones de mundo
Las "visiones de mundo" son los modos de percibir y experienciar la realidad que construye (y ha construido) la humanidad, a lo largo de su desarrollo (bio-psico-sociocultural) y se manifiesta de manera diversa en las distintas culturas y tiempos (memes); sin embargo es posible detectar patrones comunes entre estas visiones, según el vmeme predominante implícito en ellas.
Cada uno de los vMemes o sistemas de valores, puede tener manifestaciones sanas o no sanas. Reconociendo que es controversial el criterio para poder identificar que se entiende por sano o no sano, ya que dependerá de la cosmovisión de quien está haciendo el análisis de la realidad. En términos generales, se propone considerar como manifestaciones sanas las que están alineadas al propósito del sistema bajo estudio, y aquellas manifestaciones que se oponen u obstaculizan el logro de dicho propósito se consideran manifestaciones no sanas. 
Los v-memes o memes de valor, son los atractores extraños que organizan y sostienen a modo de estructuras disipativas, la vida humana tanto a nivel individual como colectivo, y se expresa en ambas dimensiones con distintos niveles de incidencia. Estos atractores, o tropismos, son los principios que regulan las modalidades de existencia humana y se describen habitualmente como una analogía al ADN, pero a nivel psicosocial.
- Beige: atractor: supervivencia. Condiciones de vida: Un estado de predominante impulsividad biológica, donde los sentidos físicos imperan. Modalidad de pensamiento: dirigidos instintivamente; habilidades físicas, sentidos y reflejos naturales aumentados; existencia a modo de autómatas. Característica: Preverbal.

- Morado: atractor: seguridad. Condiciones de vida: Ambiente experienciado como un lugar amenazante, imbuido de poderes misteriosos y habitado por espíritus, que deben ser aplacados y apaciguados a través de rituales, orando a los ancestros, adquiriendo relevancia los lazos de parentesco. Modalidad predominante de pensamiento: mágico - animista. Cultura: etnocéntrica.

- Rojo: atractor: poder. Condiciones de vida: Ambiente experienciado como una "jungla" donde triunfan los fuertes, estando los débiles a su servicio; la naturaleza es interpretada como una adversaria que conquistar. Modalidad predominante de pensamiento: egocéntrica. Características: Se promueve la dominación, la conquista y el poder; como contracara la explotación y el sometimiento.

- Azul: atractor: orden / estabilidad. Condiciones de vida: "Realidad" controlada por una Autoridad Superior, que castiga el mal y recompensa las obras buenas y la vida recta. Características: obediencia para obtener recompensas diferidas en el tiempo, sentido, propósito, certidumbre. Modalidad predominante de pensamiento: Mitocrático - absolutista. Características: obediente según decida la autoridad superior y dictaminen las reglas; conformista; exacerbación de la culpa, racionalidad incipiente. Cultura sociocéntrica.

- Naranja: atractor: resultados / logros / éxito. Condiciones de vida: Ambiente experienciado como repleto de recursos para desarrollar y oportunidades para mejorar las cosas y alcanzar la prosperidad. Ejercicio del control y transformación de recursos naturales, promoción de la competencia para la obtención de resultados y de autonomía. Modalidad predominante de pensamiento: Multiplista. Características: Mentalidad pragmática para lograr resultados y avanzar. Racionalidad positivista.

- Verde: atractor: afiliativo. Condiciones de Vida: Ambiente experienciado como un hábitat donde la humanidad, en conjunto, puede convivir en paz alcanzando propósitos comunes a través de asociaciones y experiencias compartidas. Modalidad predominante de pensamiento: Relativista. Características: responde a necesidades humanas, asociativas y situacionales; busca la construcción de consensos; promueve el desarrollo de la conciencia y la noción de pertenencia. Cultura mundicéntrica.

- Amarillo: atractor: integración - procesos. Condiciones de vida: Ambiente experienciado como un organismo caótico donde el cambio es la pauta y la incertidumbre es un estado aceptable de existir. Modalidad predominante de pensamiento: Sistémica. Características: mentalidad funcional, integradora, interdependiente, existencial, flexible, interrogativa y aceptadora.

- Turquesa: atractor: holístico. Condiciones de vida: Ambiente experienciado como un sistema delicadamente equilibrado de fuerzas entrelazadas en peligro, en manos de la humanidad. Características: caórdico (caótica-ordenado). Modalidad predominante de pensamiento: Holística. Características: mentalidad empírica, "trans-personal", transubjetiva, colaboradora, se promueve la conciencia colectiva y la comunidad global. Interés: supervivencia de la vida en la Tierra, adaptación a la realidad. Cultura holística.

### Sistemas complejos anidados
El modelo Dinámica Espiral, así como la teoría de Graves, NO propone una tipología para categorizar las personas según un sistema o un color en particular; aunque caer en estos reduccionismos suele ser frecuente. Lo que intenta describir el modelo son los modos de pensar sobre una cuestión, como sistemas radicados en diversas proporciones y NO como etiquetas para clasificar seres humanos. Entramos y salimos de estos sistemas, sin estar advertidos de su coexistencia, aunque tendemos a cierta estabilidad que funciona mientras las condiciones de vida no cambian. Esta dinámica describe una sucesión emergente de sistemas anidados y no una escalera de desarrollo vinculada a una edad, una época o una cultura en particular. No hay ninguna ley general para el movimiento, ni para el estancamiento, ni tampoco se puede predecir el momento del cambio; sólo se puede considerar una sucesión probable, mientras avanzan y retroceden los humanos en busca de cierto equilibrio y congruencia según su "realidad".
El desafío no consiste en cómo tratar con una "clase de persona" o con personas de un "nivel determinado", sino que el asunto versa sobre cómo tratar con la modalidad de pensamiento de cada nivel, cuando éste se encuentra activo, con distintos matices, en cada persona. Aunque, cada humano se expresa como un "híbrido" de estas combinaciones, frecuentemente uno o dos son los predominantes. 

### Ken Wilber y Dinámica Espiral
El reconocido filósofo Ken Wilber, fundador del Integral Institute, se ha convertido en uno de los más importantes difusores de Dinámica Espiral incluyendo este modelo en su obra, a partir del libro "Una teoría de todo". El interés de Wilber por Dinámica Espiral surge hacia finales del pasado siglo, cuando conoció a Don Beck, a quien luego invitó e incorporó como profesor e investigador del Instituto Integral. A partir de su trabajo en común, Wilber y Beck articularon este modelo dentro del paradigma integral, denominándolo entonces: Spiral Dynamics Integral (SDi). Sin embargo, la interpretación de Wilber sobre el modelo fue siempre muy singular, cuestión por la cual en su libro "Espiritualidad Integral", terminó considerando a Dinámica Espiral dentro de los modelos culturalistas que se dedican al estudio de "sistemas de valores". Wilber considera que el desarrollo de los valores representa solo una dimensión del desarrollo humano. De esta manera, integró a SD en la línea de "valores" dentro del modelo OCON/AQAL (omnicuadrante/omninivel - all quadrants / all levels).
Algunos críticos consideran que la interpretación de Ken Wilber acerca del modelo, se aleja de la investigación original, ya que Wilber reduce el alcance del modelo a lo que denominan línea valores, motivo por el cual se propone a los interesados consultar los textos originales de Graves ("Levels of human existence") para comprender estas diferencias.

## Críticas generales
Las críticas a esta teoría señalan que las implicaciones del modelo van más allá de la descripción del desarrollo humano y alcanzan, entre otros, los terrenos de la política; por lo cual, aunque su lenguaje teórico resulte intencionalmente inclusivo e integrador, las implicaciones prácticas del mismo se pueden considerar como socialmente elitistas y autoritarias.
Interpretar Dinámica Espiral erróneamente como un modelo que propone una "jerarquía de dominio", con los consecuentes matices segregacionistas, es una tendencia habitual derivada de la complejidad del mismo y de ninguna manera, se encuentra legitimado por las investigaciones e interpretaciones de Clare Graves, así como tampoco en la elaboración y transmisión del mismo por parte de Chris Cowan y Natasha Todorovic, principales investigadores y difusores del trabajo de Graves, quienes acentúan permanentemente sobre los conceptos de sistemas funcionales anidados de manera abierta, a través de una compleja e inestable dinámica. 

### Críticas a Dinámica Espiral Integral
Ciertas interpretaciones sobre Dinámica Espiral, en su versión "integral" pueden derivar en afirmaciones despóticas explícitas del tipo fórmulas ad hoc, donde estos autores legitiman modos de gestión, negociación o construcción de consenso "estilo segundo grado" (second tier). Al respecto, uno de los críticos de Dinámica Espiral Integral, Michel Bauwens supone que algunos de los conceptos concernientes a "segundo grado" se asemejarían a la idea del Übermensch de Nietzsche; aunque estas críticas de Bauens se refieren de forma específica a las articulaciones propuestas por Don Beck y/o Ken Wilber. Es necesario destacar que Chris Cowan no comparte, este tipo de interpretaciones, sobre las cuales ha realizado una importante crítica.
Como se señalaba, quienes avanzan en el desarrollo la llamada Spiral Dynamics Integral (SDi) consideran a los expertos en el modelo como "magos espirales" (spiral wizards) y, según su criterio, se trataría de personas que orbitan predominantemente en "segundo grado", desde donde podrían analizar y diseñar "implementaciones integrales" en favor de todas las partes implicadas, generando consensos multinivel, que integren las diferentes "visiones de mundo", orientando a los niveles de menor complejidad, utilizando códigos e ideas resonantes, hacia donde ellos consideren necesario. Este modo de compresión acerca del modelo, es considerado parcialmente erróneo y a veces conscientemente tendencioso por parte de Christopher Cowan, coautor del mismo, quien señala, que estas personas autovalidadas terminan, habitualmente, interpretando Dinámica Espiral como una "jerarquía de dominio" (donde se advierten ideologías pro discriminación y/o eugenesia); en lugar de hacerlo como una "jerarquía funcional", es decir como una representación dinámica de sistemas multiestratificados en distintos niveles de complejidad.
También se ha calificado de segregacionista el énfasis que otorga Dinámica Espiral respecto al ejercicio del poder concentrado en sistemas de mayor complejidad, como derivado de algunas antiguas teorías políticas que promueven la toma centralizada de decisiones por parte de una élite selecta, como sucede en la idealización del rey filósofo en Platón. Sin embargo, como se menciona antes, estas lecturas proceden de considerar al modelo como una "jerarquía de dominio" y no como una compleja "jerarquía funcional", donde cada sistema opera según su singular modo para el ejercicio del poder.

### Críticas epistemológicas
Algunos pensadores que analizan el modelo, se cuestionan acerca de la universalidad de las transiciones lineales profundas y/o emergentes según el modo propuesto por Dinámica Espiral, debido al alto grado de variación que se observa entre las expresiones superficiales de las culturas humanas a lo largo del tiempo. La afirmación de que los seres humanos han cambiado sistemáticamente en la dimensión psico-sociocultural, así como en la "sensación de identidad" o autoconcepto, o sobre la propensión y razones para el sacrificio personal en función de necesidades colectivas en los periodos propuestos por los autores de Dinámica Espiral, no se encuentra acompañado por las corrientes predominantes de la antropología, las ciencias sociales o la biología evolutiva en la actualidad. Al respecto, cabe destacar, que dentro de la biología evolutiva se encuentran radicales diferencias como por ejemplo las teorías de Stephen Jay Gould frente a las de Richard Dawkins; y lo mismo sucede entre importantes referentes de la antropología y las ciencias sociales.
Por otro lado, para las críticas provenientes del cientificismo se remite a los interesados a investigar acerca del relativismo epistémico o al llamado «programa fuerte» (o «estándar») de la sociología de la ciencia, como Paul Feyerabend, Bruno Latour o David Bloor, pensadores que cuestionan la posibilidad de diferenciar con rigor y objetividad "ciencia" de "pseudociencia", respaldando en algunos casos posiciones abiertamente contrarias a la ciencia o a la validez del método científico.

#### SD y el paradigma de la complejidad
Resulta necesario aclarar, que modelos como Dinámica Espiral que intentan articularse al paradigma de la complejidad propuesto por Edgar Morin entre otros, o bien como expresiones del llamado "pensamiento complejo", se encuentran todavía en una protofase de desarrollo, dado que recién inician su recorrido para lograr legitimación y validación tanto a nivel académico como social. Según estos motivos, se considera al modelo como un intento de convergencia multidisciplinaria o, incluso, transdisciplinaria.

## Libros
- Spiral Dynamics: Mastering Values, Leadership and Change. Chris Cowan & Don Beck. Blackwell Publishers, 1996.
- Levels of Human Existence. Clare W. Graves (ed. William R. Lee). Eclet Publishing, 2004.
- The Never Ending Quest: Clare Graves exploring human nature. Chris Cowan & Natasha Todorovic. Eclet Publishing, 2005.

## Textos en línea
- Libro Spiral Dynamics Capítulo 1 traducido al español
- Acerca de lo Integral Refutaciones y críticas de Cowan a la articulación del modelo SD con la visión integral

## Enlaces
- Clare W. Graves Sitio en memoria del autor
- Spiral Dynamics Christopher Cowan & Natasha Todorovic
- Spiral Dynamics Integral Don Beck
- Spiral Dynamics Dinámica Espiral en español
- Psicored Intro a Dinámica Espiral en español
- ¿Qué se necesita ahora?  https://novarum.mx/que-se-necesita-ahora/

- Datos: Q323642
- Multimedia: Spiral Dynamics / Q323642